# Ja visst gör det ont
Ja visst gör det ont är en dikt av Karin Boye tryckt 1935 i diktsamlingen För trädets skull. Det är en kärleksdikt på tre verser och 165 ord, och har tillsammans med Kallocain blivit Boyes mest lästa alster. Den har översatts till engelska av bland andra David McDuff och Jenny Nunn.

## Bakgrund
Karin Boye var en författare och poet under mellankrigstiden då den stora depressionen pågick i Sverige. Det var under året 1930 Karin Boye fann den lyriska modernismen. 
Efter att ha skilt sig avslöjade Karin Boye sin bisexualitet och blev tillsammans med Margot Hanel. Under den tid var bisexualitet inte accepterat och även straffbart. Åren därefter kom hennes diktsamling Vissa har därför kopplat ihop dikten med Boyes känslor kring ämnet.

## Ja visst gör det ont
| ”                                  | Ja visst gör det ont när knoppar brister. Varför skulle annars våren tveka? Varför skulle all vår heta längtan bindas i det frusna bitterbleka? Höljet var ju knoppen hela vintern. Vad är det för nytt, som tär och spränger? Ja visst gör det ont när knoppar brister, ont för det som växer och det som stänger. | „ |
| – Karin Boye, Ja visst gör det ont | |   |

## Språk och stil

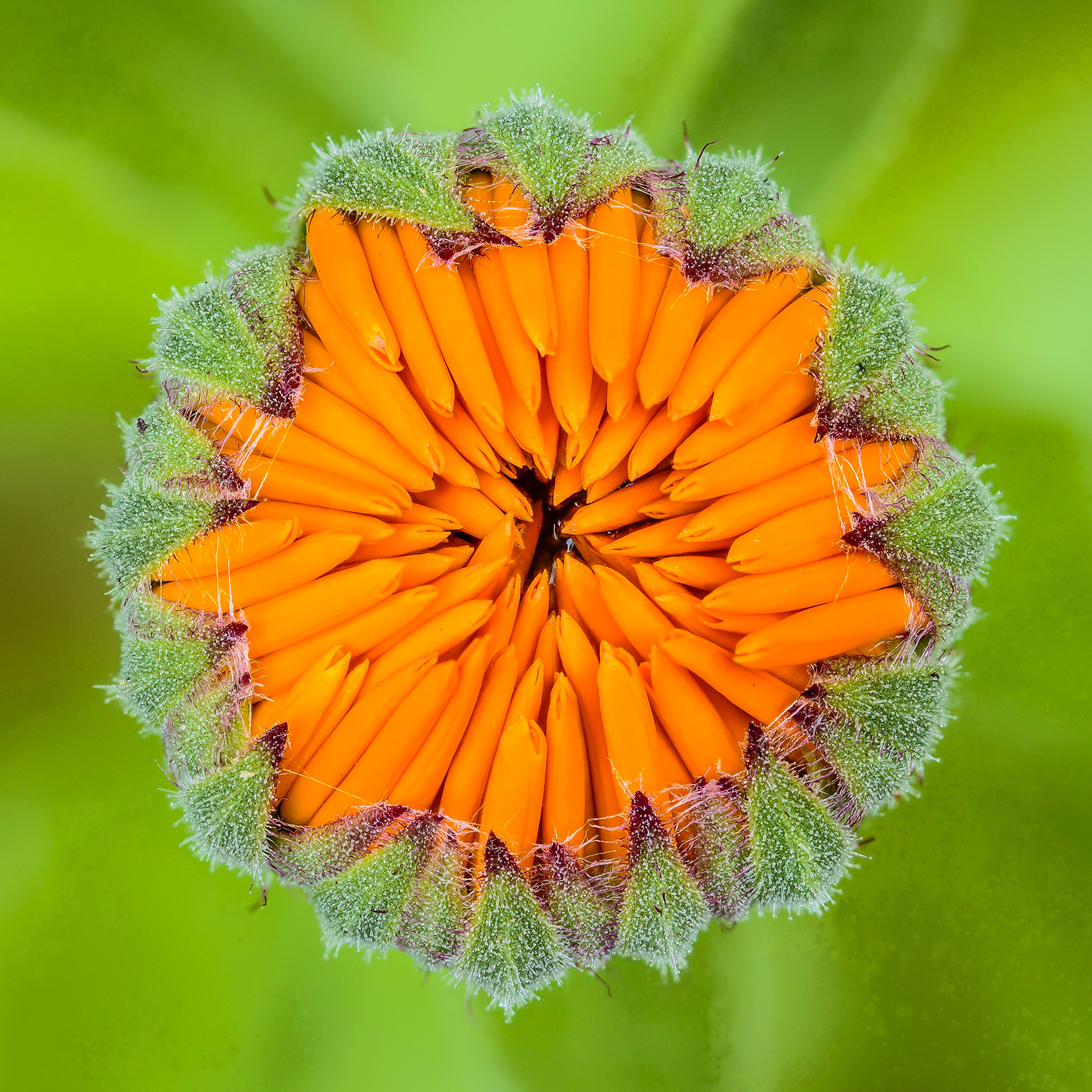
Knopp av ringblomma i färd med att brista

Författaren skrev dikten med ord som beskriver känslor och retoriska frågor. 
Dikten Ja visst gör det ont bygger på trädsymbolik, som kopplas till diktsamlingens namn För trädets skull. I alla tre stycken beskrivs ord som är kopplade till våren som; knoppar, droppar och träd.  
Dikten är uppbyggd med en rak kronologi. I första stycket beskrivs slutet på vintern och starten på våren. Andra stycket är när regnet börjar falla och att dropparna inte vill falla ner till marken utan stanna kvar i luften. I sista stycket når texten sitt klimax och det dystra vänds till något positivt; knopparna slår ut, rädslan försvinner och en trygghet skapas.  
Anaforer i början av meningarna förekommer också i dikten. Exempel på detta är: 
- Svårt att vara oviss, rädd och delad,

svårt att känna djupet dra och kalla,
ändå sitta kvar och bara darra  -
svårt att vilja stanna och vilja falla.
- [...]glömmer att de skrämdes av det nya

glömmer att de ängslades för färden[...]

## Placering i tid
När Karin Boye skrev dikten utspelade den sig i nutid. Fast att den är skriven för nästan 100 år sedan är den lika aktuell. 
Årtal går ej att identifiera eftersom den inte har några tiduppfattningstecken, bortsett från att den utspelas i början av våren och under våren.

## Eftermäle
Ja visst gör det ont är Boyes mest kända verk, tillsammans med romanen Kallocain. Den förekommer i flera diktsamlingar. 